# Sydsudans delstater

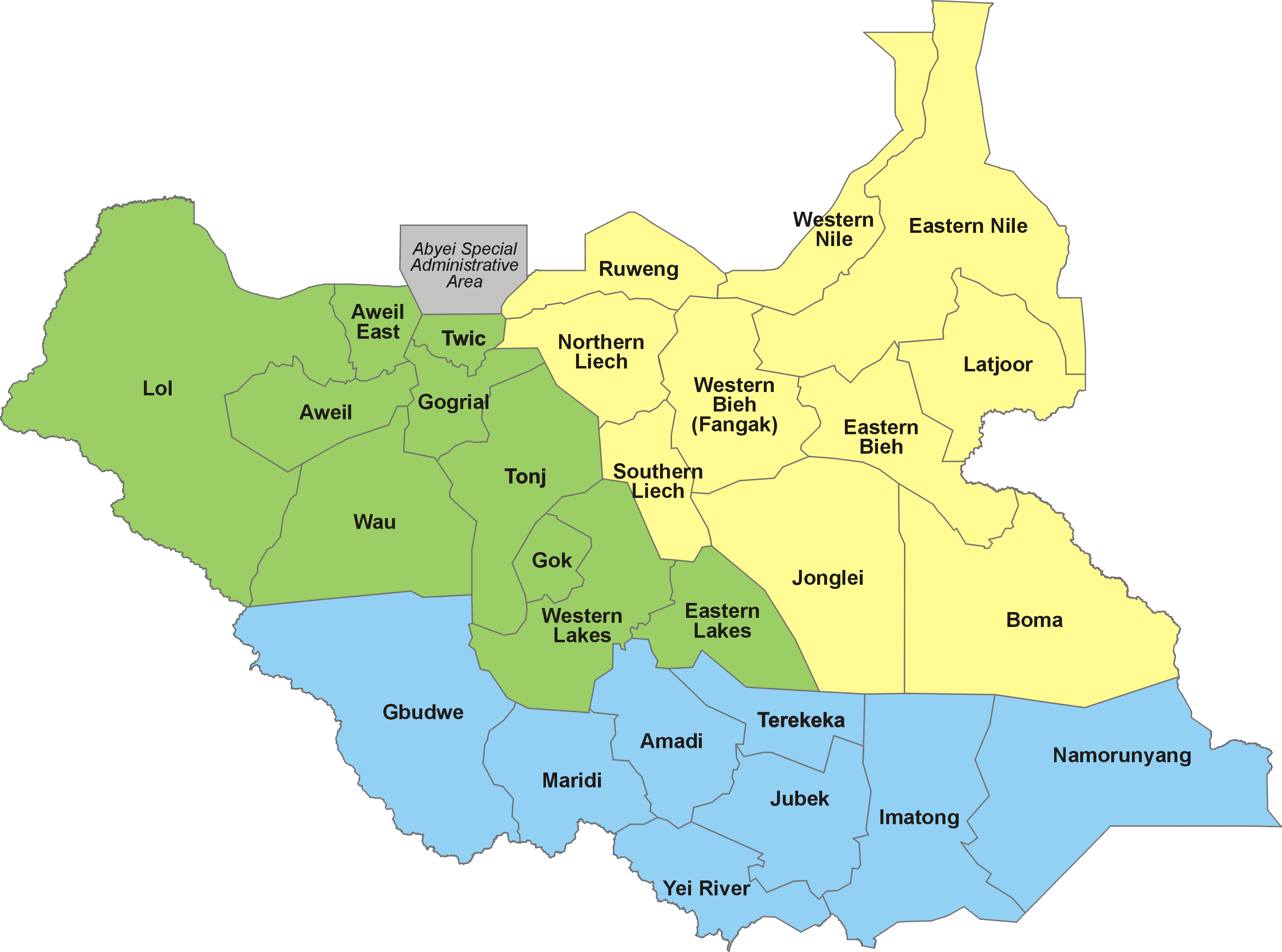
De 28 delstaterna grupperade i Sydsudans tre historiska provinser.
Bahr el Ghazal
Equatoria
Greater Upper Nile

Sydsudan är sedan oktober 2015 indelat i 28 delstater. I januari 2017 meddelade landets president Salva Kiir att antalet skulle ökas till 32.

## Delstater 2011 - 2015
Landet var från sin självständighet 2011 till 2015 indelat i 10 delstater (wilayat). 
| Delstat                                         | Huvudstad | Yta (km) | Invånare  |
| ----------------------------------------------- | --------- | -------- | --------- |
| Western Bahr el Ghazal (Gharb Bahr al-Ghazal)   | Wau       | 93 900   | 1 467 870 |
| Northern Bahr el Ghazal (Shamal Bahr al-Ghazal) | Aweil     | 33 558   | 826 646   |
| Unity (Al-Wahdah)                               | Bentiu    | 35 956   | 175 000   |
| Upper Nile (A'ali an-Nil)                       | Malakal   | 77 773   | 1 300 000 |
| Warrap (Warab)                                  | Kuajok    | 31 027   | 999 785   |
| Jonglei (Junqali)                               | Bor       | 122 479  | 800 000   |
| Lakes (al-Buhayrat)                             | Rumbek    | 40 235   | 350 000   |
| Western Equatoria (Gharb al-Istiwa'iyya)        | Yambio    | 79 319   | 360 000   |
| Central Equatoria (al-Istiwa'iyya al-Wusta)     | Juba      | 22 956   |           |
| Eastern Equatoria (Sharq al-Istiwa'iyya)        | Kapoeta   | 82 542   | 225 872   |